# Lampazo (náutica)
En un barco, se llama lampazo a la reunión o manojo largo y bastante grueso de filásticas unidas por un extremo en el cual se hace firme un cabo) en forma de gaza por donde se agarra. 
El lampazo se utiliza para lampacear, es decir, enjugar la humedad de la cubierta y costados del buque.